# Стэгг, Фрэнк
Фрэнк Стэгг (англ. Frank Stagg; ирл. Proinsias Stagg; 4 октября 1942, Холлимаунт, графство Мейо, Ирландия — 12 февраля 1976, тюрьма Уэйкфилд, Уэйкфилд, Уэст-Йоркшир, Англия) — ирландский активист, член Ирландской республиканской армии (временного крыла), умерший в тюрьме Уэйкфилд после 62-дневной голодовки.

## Биография
Стэгг — седьмой из тринадцати детей в семье. Уроженец Холлимаунта (между Клэрморрисом и Баллинробом, в графстве Мейо). Его брат Эммет — член Лейбористской партии Ирландии и депутат Парламента Ирландии от Северного Килдара.
Фрэнк учился в начальной школе Ньюбрука и в школе Христианских братьев Баллинроба. По окончании школы работал помощником лесничего, пока не эмигрировал в Англию в поисках работы. В Северном Лондоне работал кондуктором, а позднее — водителем автобуса. В Англии он встретил свою будущую супругу Бриди Армстронг (из Карнакона).
В 1972 году он вступил в Шинн Фейн, в отделение в Лутоне. Позднее записался в ряды Временной ИРА. В апреле 1973 года его с шестью другими людьми арестовали по обвинению в поддержке ирландских террористов и попытке теракта в казармах Ковентри. Бирмингемский королевский суд признал Фрэнка Стэгга, Томаса Джеральда Раша, Энтони Роланда Линча и отца Патрика Фелла виновными в попытке уничтожения имущества и изготовлении взрывчатки. Стэгг получил 10 лет тюрьмы, Фелл — 12, Раш — 7, Линч — 10.
Стэгг отбывал наказание в тюрьме Олбани на острове Уайт. В марте 1974 года в тюрьме Паркхёрст, куда его перевели, он встретился с Майклом Гоуэном и по его инициативе объявил голодовку, будучи поддержанным другими заключёнными (сёстрами Мэрион и Долорс Прайс, Хью Фини и Джерри Келли). Поводом для голодовки стала гибель Гоуэна. После голодовки всех, кроме Стэгга, репатриировали в Ирландию, а Фрэнка бросили в тюрьму Лонг-Лартин, где тот был подвержен одиночному заключению за отказ заниматься исправительными работами, а его жене и сёстрам было запрещено хоть как-либо контактировать с заключённым. После этого Стэгг устроил вторую голодовку, которая продлилась 34 дня. После этого Стэгга вывели из одиночного заключения, но он уже был прикован к постели.
В 1975 году Стэгга перевели в тюрьму Уэйкфилд, где он опять отказался выполнять исправительные работы и снова оказался в одиночном заключении. 14 декабря 1975 он объявил третью голодовку вместе с другими заключёнными после отказа в репатриации. Он требовал отменить одиночное заключение и обязательные работы, а также репатриации в Ирландию. Во всех требованиях ему отказали, даже Правительство Великобритании проигнорировало протесты Стэгга.
12 февраля 1976 Фрэнк Стэгг умер после 62 дней голодовки. Его похороны вызвали неоднозначную реакцию: двое из его братьев хотели похоронить его в Баллине согласно последней воле покойного на республиканском кладбище; но его жена и брат Эммет вместе с правительством Ирландии настаивали на похоронах на семейном кладбище без участия политических представителей в похоронах. Тело должны были доставить, по планам республиканцев, в Дублинский аэропорт, но в последний момент ирландское правительство приказало лететь в аэропорт Шаннон.
Тело доставили в Баллину и похоронили на семейном кладбище. Чтобы предотвратить эксгумацию и перезахоронение тела, могилу залили бетоном. Но в ноябре 1976 года глубокой ночью республиканцы прорыли подкоп и перезахоронили тело на республиканском кладбище.